# Dibdibo
Dibdibo is een stuwmeer in Ethiopië. Het ligt in Enticho, een woreda (regio) van Tigray. De aarden dam werd gebouwd in 1999 door de Relief Society of Tigray.

## Eigenschappen van de dam
- Hoogte: 17,8 meter
- Lengte: 433 meter
- Breedte van de overloop: 15 meter

## Capaciteit
- Oorspronkelijke capaciteit: 1 022 900 m³
- Ruimte voor sedimentopslag: 153 435 m³
- Oppervlakte: 17,24 ha

In 2002 werd de levensverwachting (de periode tot opvulling met sediment) van het stuwmeer geschat op 22 jaar.

## Irrigatie
- Gepland irrigatiegebied: 100 ha
- Effectief irrigatiegebied in 2002: 70 ha

## Omgeving
Het stroomgebied van het reservoir is 7 km² groot. Het reservoir ondergaat snelle sedimentafzetting.  De gesteenten in het bekken zijn zandsteen van Adigrat, zandsteen van Enticho, tertiaire basalt en metamorf gesteente van de sokkel. Een deel van het water gaat verloren door insijpeling; een positief neveneffect hiervan is dat dit bijdraagt tot het grondwaterpeil.